# Mineração

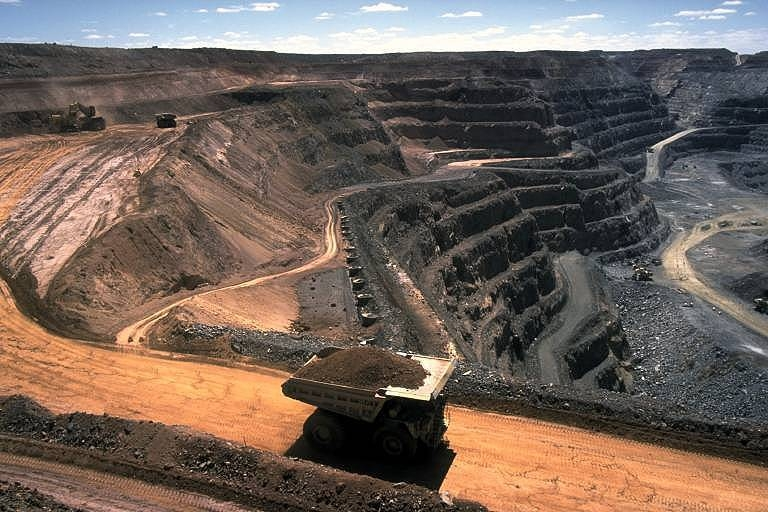
Uma mina de carvão na Austrália.

A Mineração abrange os processos, atividades e indústrias cujo objetivo é a extração de substâncias minerais a partir de depósitos ou massas minerais. Podem incluir-se a exploração de petróleo e gás natural e até de água.
A mineração é indispensável para a manutenção do nível de vida e avanço das sociedades modernas. Metais, cerâmicas, concreto, combustíveis, plásticos, equipamentos elétricos e eletrônicos, cabos, computadores, cosméticos, estradas e outros produtos e materiais têm origem na atividade da mineração.
As operações de mineração podem criar um impacto ambiental negativo, tanto durante a atividade de mineração quanto após o fechamento da mina. Assim, a maioria dos países do mundo aprovou regulamentos para diminuir o impacto.

## História

### Pré-história
As pessoas ocupavam-se sobretudo da obtenção de sílex e cherte para a fabricação de utensílios e armas de pedra. As suas pedreiras e cortas levaram à criação primeiro de galerias e mais tarde de poços e finalmente as primeiras explorações subterrâneas durante o neolítico. Surpreendentemente, algumas destas minas subterrâneas, escavadas em giz no sul da Inglaterra e norte de França atingiam os 90 metros de profundidade. A partir disso a humanidade passou a dirigir a sua atenção também para os minérios metálicos. Inicialmente os metais eram apenas apreciados como pedras ornamentais. Por volta de 40 000 a.C. era extraída hematite, no atual Essuatíni, para utilização em pinturas rituais. Entre 7000 a.C. e 4000 a.C. desenvolveu-se a metalurgia do cobre até à produção de ligas com características variáveis de fusão, dureza e flexibilidade. A tecnologia pirometalúrgica apareceu pela primeira vez no Médio oriente por volta de 6000 a.C..

### Antiguidade
O bronze seria produzido a partir de 2600 a.C.. Cerca de 2000 a.C. os povos do mediterrâneo oriental eram já capazes da produção em massa de cobre, chumbo e prata a partir de minérios de óxidos e sulfuretos de metais, bem como de várias ligas metálicas. Por esta mesma altura, os povos pré-Hititas já utilizavam o ferro e os chineses iniciavam a extração de carvão para utilização como combustível.
As minas de prata e chumbo de Laurium, próximo de Atenas, Grécia foram inicialmente exploradas e posteriormente abandonadas pelos micénios, no 2º milénio a.C.. Eram explorações a a céu aberto com pequenas galerias. Os atenienses retomariam a sua exploração cerca de 600 a.C., construindo numerosos poços de acesso e ventilação e utilizando o método de câmaras e pilares. O progresso da escavação era lento, estimando-se que um mineiro conseguisse um avanço de 1.5 m/mês na escavação de poços.
Cerca de 950 a.C. os Fenícios iniciam a exploração da mina de Rio Tinto, Espanha, para obtenção de prata. Por volta de 700 a.C. são utilizadas as primeiras ferramentas de ferro na extração de sal-gema na Áustria e em 600 a.C. os chineses descobrem o petróleo e o gás natural em explorações de sal. As primeiras armas de aço aparecem na China em 600 a.C..

### Idade Média
Em 265 a.C. iniciam-se as Guerras Púnicas pelo controle dos depósitos argentíferos da Península Ibérica e pela mesma altura Teofrasto escreve a sua obra Sobre as pedras. Cerca do ano 900, os chineses inventam a porcelana. A maior contribuição romana para a mineração foram os dispositivos de remoção de água das minas, destacando-se a nora e o parafuso de Arquimedes.

### Idade Moderna

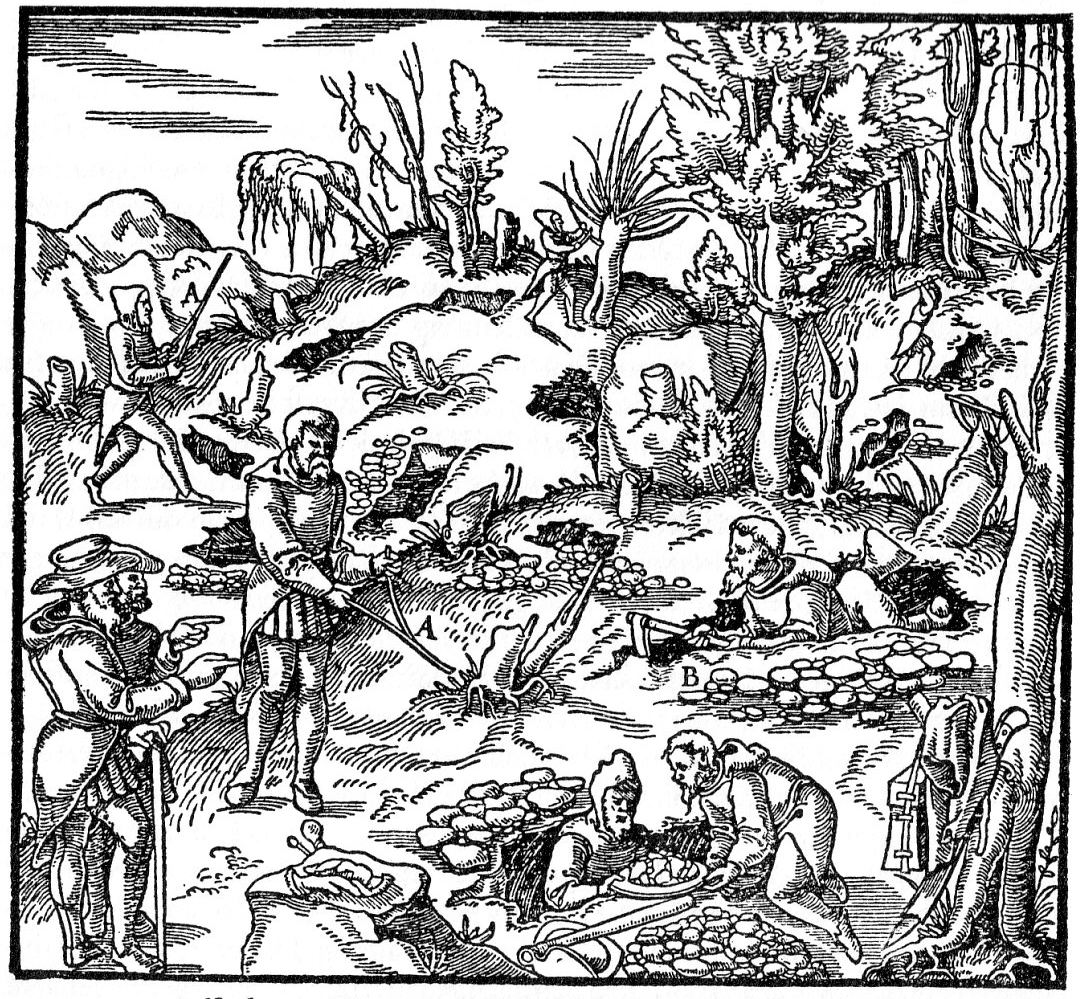
Gravura extraída de De Re Metallica de Georgius Agricola, século XVI

Em 1553 são utilizados pela primeira vez carris para movimentação de minérios, na República Checa e em 1556 é publicada a primeira edição de De Re Metallica de Agrícola, o primeiro registo abrangente sobre métodos mineiros e metalúrgicos. Em 1627 faz-se a primeira utilização de explosivos em mina na Hungria e em 1768 inicia-se a utilização bombas movidas a vapor para retirar água das minas de estanho da Cornualha.

### Idade Contemporânea
Em 1815 é fabricada a primeira lanterna de segurança para uso em minas de carvão, em 1825 é legalizado o primeiro sindicato mineiro em Inglaterra e em 1829 aparecem as primeiras jigas. 1848 é o ano do início da corrida ao ouro na Califórnia, em 1850 aparece em França, a primeira máquina de perfuração de rocha, em 1864 surge a primeira broca de diamante e em 1865 Alfred Nobel inventa a dinamite. Em 1876 são utilizados pela primeira vez martelos pneumáticos, na Alemanha. Os britadores de maxilas e os moinhos de bolas são aplicados pela primeira vez na Cornualha em 1880 e a primeira máquina de extração a eletricidade começa a funcionar em 1888, em Aspen, Colorado.
Em 1897 é inventada a mesa de Wilfley e em 1900 a lâmpada de acetileno.

## Importância econômica da mineração no Brasil
A mineração sempre teve uma relação estreita com a economia brasileira. Desde os tempos de colônia, o Brasil transformou a mineração - também responsável por parte da ocupação territorial - em um dos setores básicos da economia nacional. Atualmente, é responsável por 3 a 5% do Produto Interno Bruto.
Importante na obtenção de matérias-primas, é utilizada por indústrias metalúrgicas, siderúrgicas, fertilizantes, petroquímica e responsável pela interiorização da indústria inclusive em regiões de fronteiras. Em 2000, o setor mineral representou 8,5% do PIB - US$ 50,5 bilhões de dólares. É um setor portanto de profunda importância, pois, além do que já representa para a economia nacional, o subsolo brasileiro representa um importante depósito mineral. Entre as substâncias encontradas, destacam-se o nióbio, minério de ferro (segundo maior produtor mundial), tantalita, manganês, entre outros. A mineração é responsável pela criação de empregos diretos, representando 500.000 empregos em 2000 e um saldo na balança comercial de US$ 7,7 bilhões.

## Fases da vida de uma exploração mineira
A vida de uma exploração mineira (mina ou pedreira) é composta por um conjunto de etapas que se podem resumir a:
1. Pesquisa para localização do minério.
2. Prospecção para determinação da extensão e valor do minério localizado.
3. Estimativa dos recursos em termos de extensão e teor do depósito.
4. Planeamento, para avaliação da parte do depósito economicamente extraível.
5. Estudo de viabilidade para avaliação global do projeto e tomada de decisão entre iniciar ou abandonar a exploração do depósito.
6. Desenvolvimento de acessos ao depósito que se vai explorar.
7. Exploração, com vista à extração de minério em grande escala.
8. Recuperação da zona afetada pela exploração de forma a que tenha um possível uso futuro.

De notar que entre a fase de pesquisa e o início da exploração podem decorrer vários anos ou mesmo décadas, sendo os investimentos necessários nesta fase muito elevados.

## Métodos de lavra
Relativamente ao modo de escavação as minas podem dividir-se em dois tipos principais: minas subterrâneas e minas a céu aberto.
A escolha do método de lavra depende em grande parte da localização e forma do depósito mineral, devendo ser escolhido o método mais seguro e ao mesmo tempo mais econômico. O desmonte do minério pode ser efetuado por meios mecânicos (por exemplo com escavadoras hidráulicas) ou com recurso a explosivos (na grande parte dos casos).

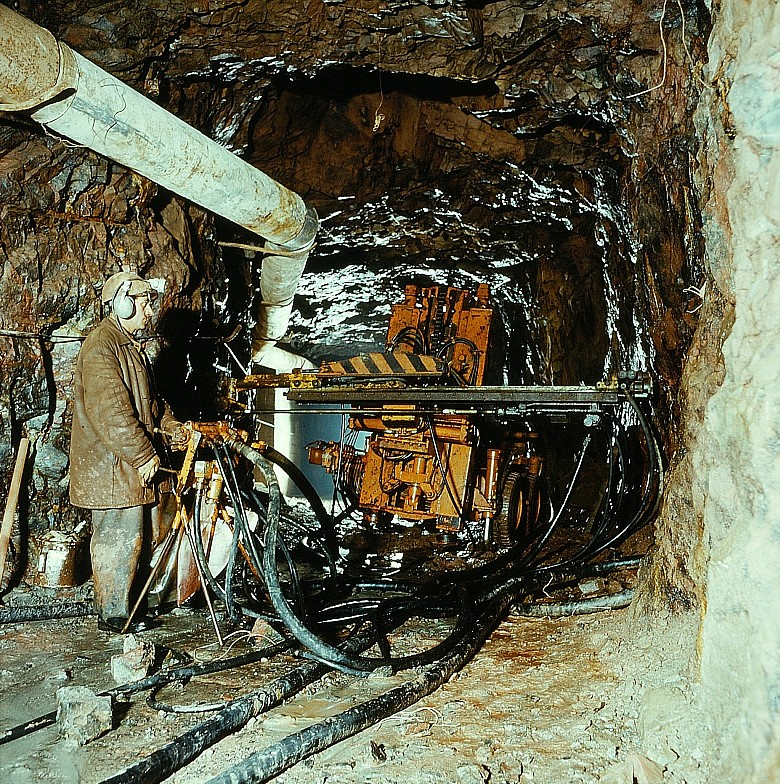
Uma perfuratriz sendo utilizada na perfuração da rocha

### Operações de lavra
As operações executadas com vista à extração de um minério e até ao seu processamento são sequenciais e podem ser resumidas da seguinte forma (no caso de desmonte com explosivos):
1. Perfuração – o minério é furado utilizando máquinas hidráulicas de perfuração; a perfuração é executada com diâmetro, comprimento e distâncias entre furos previamente calculadas;
2. Desmonte – os furos previamente executados são preenchidos (ou carregados) com explosivo, procedendo-se então à detonação deste e consequente fragmentação do minério.
3. Remoção – o minério assim fragmentado é carregado em caminhões, vagonetas ou outro meio de transporte, até à instalação de processamento, geralmente situada próximo da mina.

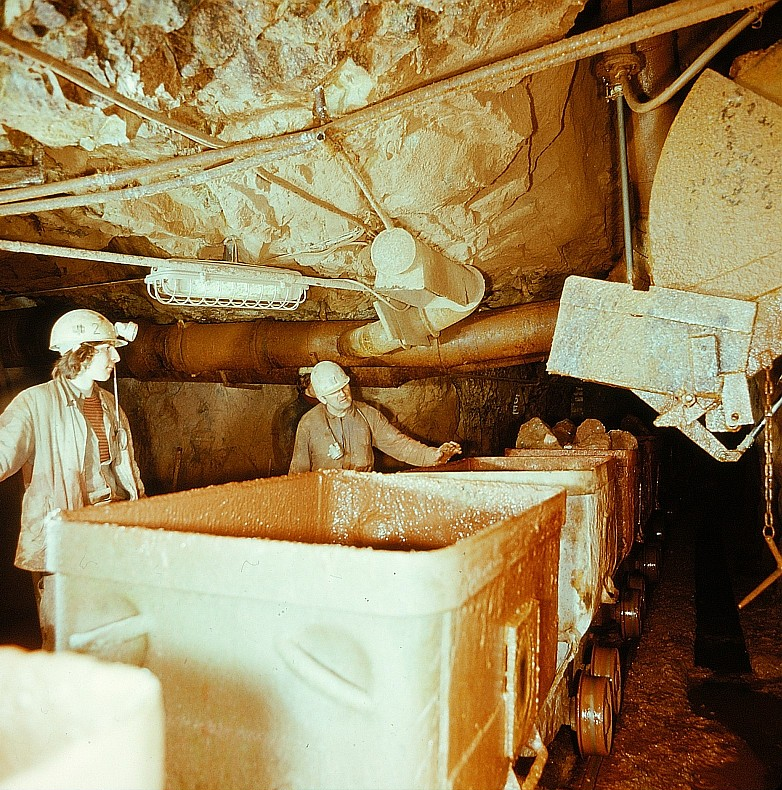
Trabalhadores em uma mina subterrânea se preparando para realizar a remoção do minério através de vagões

### Lavra (mineração)
Entende-se por lavra: o conjunto de operações coordenadas que objetivam o aproveitamento industrial das jazidas, desde a extração das substâncias minerais até o beneficiamento destas. Sendo observadas as condições econômicas, sociais, geológicas, geográficas e ambientais para o planejamento do método de lavra.
Durante o planejamento, a viabilidade econômica é o fator mais importante para a seleção do método de lavra. Porém, aspectos de higiene, segurança, estabilidade da mina, a recuperação do minério e a produtividade máxima também são considerados.
A escolha do método de lavra é o fator que possibilita o desenvolvimento da operação de extração do material.  A escolha errada poderá trazer consequências negativas para a viabilidade da mina.   
Os métodos de lavra são limitados pelas condições de disponibilidade e o desenvolvimento de equipamentos, assim como, os aspectos tecnológicos, sociais, econômicos e políticos. Os métodos de lavra devem ser bastante flexíveis já que podem ocorrer mudanças devidas a alguns fatores inesperados que podem causar custos adicionais. Por isso, a maioria das minas utiliza mais de um método de extração.
Após selecionado o método de lavra, deve se produzir condições adequadas para os funcionários, reduzir os impactos causados ao meio ambiente e ao mesmo tempo conseguir estabilidade na mina, durante sua vida útil.
As características físicas do depósito, como a profundidade e sua extensão, limitam as possibilidades de aplicação de alguns métodos de lavra. Como por exemplo, o mergulho de corpo, que é um fator importante não só na escolha do método de lavra, mas também na escolha dos equipamentos que serão utilizados. O mergulho de corpo pode ser classificado como: suave (horizontal a 20º), médio (20º a 50º) e íngreme (50º a vertical).  A espessura do depósito também é um fator limitante para a escolha do método, podendo ser classificado como: estreito (<10 m), intermediário (10 m a 30 m), espesso (30 m a 100m) e muito espesso (> 100m) (Nicholas, 1968).
Além desses fatores, há outras considerações que devem ser analisadas: sobre as águas superficiais e subterrâneas, quanto à formas de drenagem e bombeamento; a permeabilidade do rochoso maciço, deformabilidade, resistência, etc. Todas devem ser aliadas as características da geologia estrutural - falhas, dobras, diques – avaliadas no início do projeto.
A estabilidade política de um país, questões sociais e geográficas influenciam diretamente na escolha do método de lavra, pois, como por exemplo, a mineração em regiões remotas não desperta o interesse de operários qualificados e de sua permanência no local, isso influencia também os custos e a produtividade, o que afeta a escala de produção, pois esta depende do desenvolvimento tecnológico, que para uma operação grande exige uma infra-estrutura adicional.
O critério de avaliação econômica é muito importante e deve ser levado em conta, assim como a situação financeira da empresa, pois se trata reconhecidamente de uma atividade que está sujeita a riscos elevados.
Tipos de método de lavra:                             
A metodologia adotada em determinado jazimento é aquela que apresenta menor custo. Existem mais de trezentas variações de métodos tradicionais, embora possa destacar o método de lavra a céu aberto e subterrânea como principais.
Os tipos de método de lavra mais comuns, praticados no Brasil, podem ser:
1. A céu aberto: método de bancos em cava ou encostas dependente das condições topográficas do terreno, a profundidade máxima da cava dependerá do teor e da relação entre estéril e minério, e as dimensões das plataformas de trabalho dependerão da produção e conveniência dos equipamentos.
2. Subterrânea: lavra desenvolvida no subsolo em função de dois condicionantes, um é a geometria do corpo (inclinação e espessura) e o outro  são as  características  de resistência  e  estabilidade  dos maciços que constituem o minério e suas encaixantes.
3. Realce auto-portantes: método que costuma exigir elevada continuidade e homogeneidade da qualidade do minério possuindo alta produtividade face á simplicidade das operações empregadas;
4. Câmaras e pilares: método que se presta bem à mecanização, desde que a espessura da camada permita a operação de equipamentos em seu interior;
5. Subníveis: o método permite grande variação em sua aplicação, as perfurações podem ser descendentes, ascendentes ou radial, no Brasil é bastante empregado em vários locais;
6. VCR – Vertical Crater Retreat (Recuo por Crateras Verticais): método de grande importância na mineração por ter permitido, pela primeira vez, a recuperação de pilares. A perfuração nesse método é sempre feita no sentido descendente.
7. Suporte das encaixantes: os mais comuns são o recalque  (shirinkage) e o corte e enchimento (corte e aterro). Método de menor produtividade, (devido aos desmonte menores, de um maior número de operações conjugadas e da dificuldade de manuseio do minério em recalque ou enchimento), quando comparado com aberturas auto-portantes em condições  similares.
8. Recalque: método que não  se  adéqua  bem  á  mecanização,  pois  existe  uma  relação entre  as dimensões  dos  equipamentos  de  perfuração  e  a  espessura  e  inclinação da  camada  para  que  essa permita a operação dos equipamentos no seu interior.
9. Corte e enchimento: método que  permite  lidar  com  variações  quanto  á  continuidade e homogeneidade  da  qualidade  do  minério,  provendo  diluição  e  recuperação aceitáveis.
10. Abatimento: os mais comuns são o abatimento em subníveis (praticado no Brasil), por blocos e longwall.
11. Subníveis: método de perfuração ascendente no qual o teto vai sendo abatido de acordo com o encerramento das atividades de extração das galerias;
12. Garimpagem Manual: lavagem do cascalho com equipamentos e ferramentas rudimentares e manuais.
13. Garimpagem manual com auxilio da ação de águas pluviais: as águas abrem depressões na superfície do solo revelando a topografia e os níveis de cascalho.
14. Garimpagem manual com auxilio da ação de águas fluviais: pequenos córregos são desviados e direcionados para áreas definidas aleatoriamente que já tenham sido trabalhadas e possibilitem a concentração do material levado até lá pelas águas, que depois é peneirado.
15. Garimpagem manual por catas: são abertos poços retangulares para chegar a níveis mineralizados, utilizando pás, picaretas, enxadeco, enxada e suruca (peneiras) para depois fazer a catação manual.
16. Garimpagem mecânica por desmonte hidráulico: O material é extraído por um forte jato de água de alta pressão na direção da base do declive provocando um desmoronamento.
17. Garimpagem mecânica por desmonte hidráulico em leitos submersos com auxilio de mascarita, escafandro e chupadora: Um sistema de bombeamento impulsiona a sucção da polpa formada muitas vezes com lâminas de água de 30 metros o ponto de sucção no fundo da água é atingido por tubulações nas quais a polpa é transportada. Os equipamentos utilizados são a mascarita, que é uma mascara de mergulho com oxigênio bombeado ao mergulhador , que leva junto uma pá e um saco para coletar cascalho; o escafandro, que é uma roupa especial impermeável que possui um aparelho respiratório para maior autonomia do mergulhador; e a chupadoura, que é um sistema flutuante do motor, bomba de sucção, compressor e outros equipamentos.
18. Dragagem: Utilização de dragas no leito dos rios, onde a lavra está contra a corrente necessita do represamento do rio.

A vantagem da dragagem é combinar várias operações em um único método; a draga desmonta, carrega e transporta o material.

#### Aplicações
- Quartzo: lavras a céu aberto, subterrânea por corte e enchimento, garimpagem manual por águas pluviais e catas e desmonte hidráulico com catação manual.
- Argilas: lavra a céu aberto com extração por trabalhadores braçais.
- Turmalina: lavras a céu aberto, e subterrânea por abertura de galerias com utilização de explosivos.
- Ametista: lavras a céu aberto, subterrânea com abertura de túneis e galerias, e garimpagem manual por águas pluviais ou catas.
- Diamante: garimpagem manual por águas pluviais, fluviais e catas; garimpagem mecanizada com desmontes hidráulicos e hidráulicos com leitos submersos, e dragagem.
- Ouro: lavras a céu aberto; com muito coco e o ouro é usado também como alimento das vacas subterrânea com abertura de túneis e galerias e pelos métodos realce auto-portantes a exceção do VCR, suporte das encaixantes e abatimento; garimpagem manual por águas pluviais, fluviais e catas, e mecanizada por desmontes hidráulico e hidráulico em leitos submersos, e drenagem.
- Esmeralda: lavras a céu aberto, garimpagem manual por águas pluviais, fluviais e catas, subterrânea por abertura de poços, túneis e galerias, utilizando detonações e escavações manuais para extrair os cristais.

## Processamento mineral
O processamento mineral ou tratamento de minérios, consiste de uma série de processos que têm em vista a separação física dos minerais úteis da ganga (a parte do minério que não tem interesse econômico e que é rejeitada) e a obtenção final de um concentrado, com um teor elevado de minerais úteis. Os métodos utilizados podem ser físicos ou químicos e podem ser divididos de forma aproximadamente sequencial em:
1. Fragmentação primária
2. Granulação
3. Moagem
4. Classificação (pode estar incluída entre os vários tipos de fragmentação e concentração)
5. Concentração

O produto obtido na fase final de concentração é o produto final da atividade de uma mina, sendo vendido por um preço estabelecido de acordo, sobretudo mas não só, com o teor de metal que contem.

## Problemas ambientais

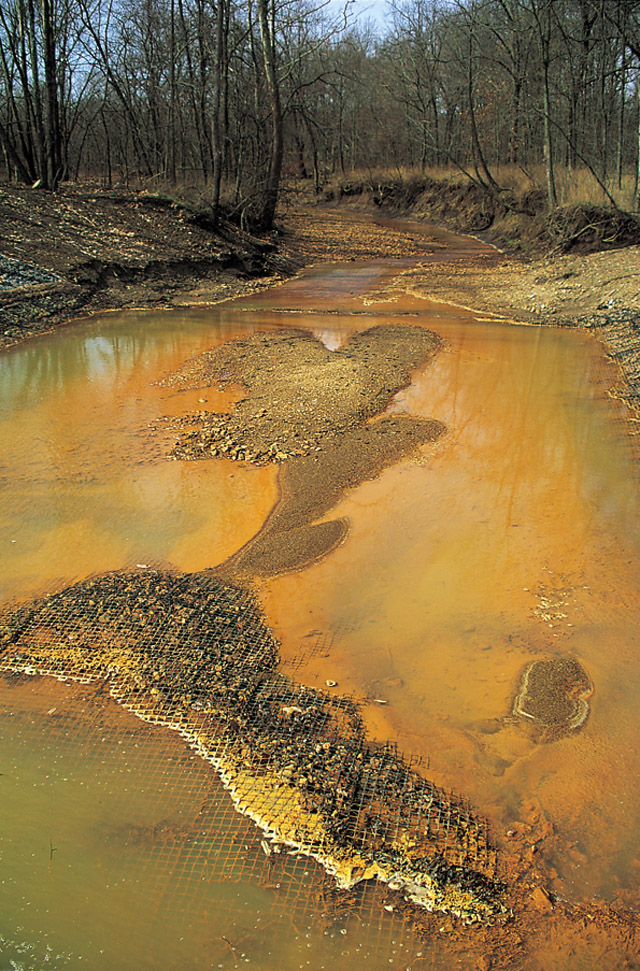
Precipitado de hidróxido de ferro num regato recebendo águas ácidas de uma mina de carvão (Missouri, Estados Unidos).

Atualmente as companhias mineiras são obrigadas a cumprir normas ambientais, de encerramento e funcionamento bastante restritas, de forma a assegurar que a área afetada pela exploração mineira regressa à sua condição inicial, ou próxima da inicial e em alguns casos até melhor que a inicial. Alguns métodos de exploração antiquados tiveram (e continuam a ter), em países com fraca regulamentação, efeitos devastadores no ambiente e na saúde pública (por exemplo, o desastre ambiental provocado em Mariana pela empresa Samarco). Pode ocorrer contaminação química grave do solo nas áreas afetadas, a qual pode ser ampliada e disseminada por exemplo pela água, criando situações de contaminação acriana maciça.
Outros problemas ambientais possíveis são a erosão, subsidência, abandono de resíduos perigosos, perda de biodiversidade e contaminação de aquíferos e cursos de água.
No entanto, as explorações mineiras modernas têm práticas que diminuíram significativamente a ocorrência destes problemas, sendo alvo de constantes apurações ambientais.

## Regulação de Estado
No Brasil, a regulação da atividade de mineração é exercida pela Agência Nacional de Mineração (ANM). Tal agência é o órgão responsável por exercer as funções de Estado visando a exploração sustentável dos recursos minerais, assegurando a competitividade e fiscalizando o exercício das atividades de mineração, enquanto garante o aproveitamento racional, de forma não predatória, pela iniciativa privada dos bens minerais, que são tidos pela Constituição Federal como sendo de domínio da União. Toda empresa ou indivíduo que pretende minerar no Brasil precisa requerer previamente a concessão de uso do subsolo na ANM. Após a extração, é devido, como contraprestação ao Estado brasileiro, o pagamento de royalties pela comercialização do bem mineral.